# Ingeborg Refslund Thomsen
Ingeborg Refslund Thomsen (født 17. juli 1891 i Sønderborg, død 24. marts 1972 i Åbenrå) var en dansk politiker og forfatter. Hun var medlem af Landstinget fra 1947 til 1953 og af Folketinget fra 1953 til 1957 for Det Radikale Venstre.
Refslund Thomsen var født Sønderborg i 1891. Hun var datter af redaktør og senere minister H.P. Hanssen og hustru Helene Hanssen (født Helene Lucie Iversen) der begge var aktive i den danske sag i Slesvig i tiden 1864. Familien flyttede fra Sønderborg til Åbenrå i 1893 hvor faren blev chefredaktør for den dansksprogede avis Hejmdal. Refslund Thomsen gik i tysk folkeskole og for at lære dansk sprog, kultur og historie bedre gik hun på Hejls Efterskole nær SKamlinglingsbanken i sommeren 1904, Ubberup Højskole ved Kalundborg i vinteren 1907-1907 og Marie Kruses Skole i Købenahvn 1907-1908. Hun blev student fra Kolding højere Almenskole 1908-1910 og tog filosofikum på Københavns Universitet i 1911.
Hun blev gift 26. september 1911 med Kresten Refslund Thomsen som var en ven af familien og redaktør på Hejmdal. Efter 1. verdenskrigs udbrud i 1914 redigerede hun Hejmdals søndagstillæg og fra 1916 til 1918 var hun og hendes døtre i Königsberg (det nuværende Kaliningrad) hvor hendes mand var udstationeret i tysk tjeneste. Efter genforeningen i 1920 blev Kresten Refslund Thomsen udnævnt til amtmand over Åbenrå Amt, og familien flyttede til embedsboligen Brundlund Slot i Åbenrå. Refslund Thomsen var aktiv i genforeningsarbejdet efter 1920: Hun var medlem af bestyrelsen for Sønderjysk Hjælpefond, medlem af Komiteen til Støtte for sønderjyske Børnehaver, formand for Børnehjemmet Lyshøj og formand for Dansk kvindesamfund i Åbenrå. Hun markerede sig imod krav om grænseflytning og nazismen i 1930'erne . Refslund Thomsen var også optaget af kvindesagen og havde allerede i sin eksamensstil ved studentereksamen argumenteret for valgret til kvinder.
Refslund Thomsen blev folketingskandidat for Det Radikale Venstre i Åbenråkredsen i 1939. I 1947 blev hun valgt til Landstinget af Landstinget og var landstingsmedlem fra 14. april 1947 til folketingsvalget 21. april 1953 hvor hun blev valgt til Folketinget. Hun blev genvalgt ved septembervalget i 1953 og genopstillede ikke ved valget i 1957 Refslund Thomsen blev i 1947 som landstingsmedlem den første kvinde var der medlem af Det Udenrigspolitiske Nævn.
I 1960'erne var hun en kendt foredragsholder og fortæller i radio og tv.
Refslund Thomsen fik 5 døtre: Nanna (1912), Vibeke (1914), Gudrun (1915), Estrid (1922) og Ingeborg (1924). Hun døde i 1972 i Åbenrå og er begravet på Åbenrå Kirkegård.
Hun blev udnævnt til ridder af Dannebrog i 1964.

## Udvalgt bibliografi
Refslund Thomsen udgav flere bøger, blandt andre:
- De fire onde Aar (1933) sammen med redaktør Svend Thorsen om tiden under 1. første verdenskrig.[5]
- Et dansk Kvindesind – Helene Hanssen (1941) om sin mor.[5]
- Min barndomsgade (erindringsbog, 1957)[2]
- Hjemme i Nordslesvig (erindringsbog, 1961)[2]